# Wilson Kipketer
Postoji još: Wilson Boit Kipketer.
Wilson Kipketer (Kapchemoiywo, Kenija, 12. prosinca 1972.) bivši je dansko-kenijski srednjo-prugaš. Iako je rođen u Keniji, odlučio je braniti boje europske države Danske. Vlasnik je svjetskog rekorda na 800 metara koji iznosi 1:41,11 minutu.
Iako nikada nije osvojio olimpijsko zlato, ima srebernu i brončanu medalju iz OI, a ima i 4 zlatna odličja sa svjetskih prvenstava. Povukao se iz atletike 2005. godine.